# James Syme
James Syme (* 7. November 1799 in Edinburgh; † 26. Juni 1870 in Millbank House bei Edinburgh) war ein schottischer Chirurg.

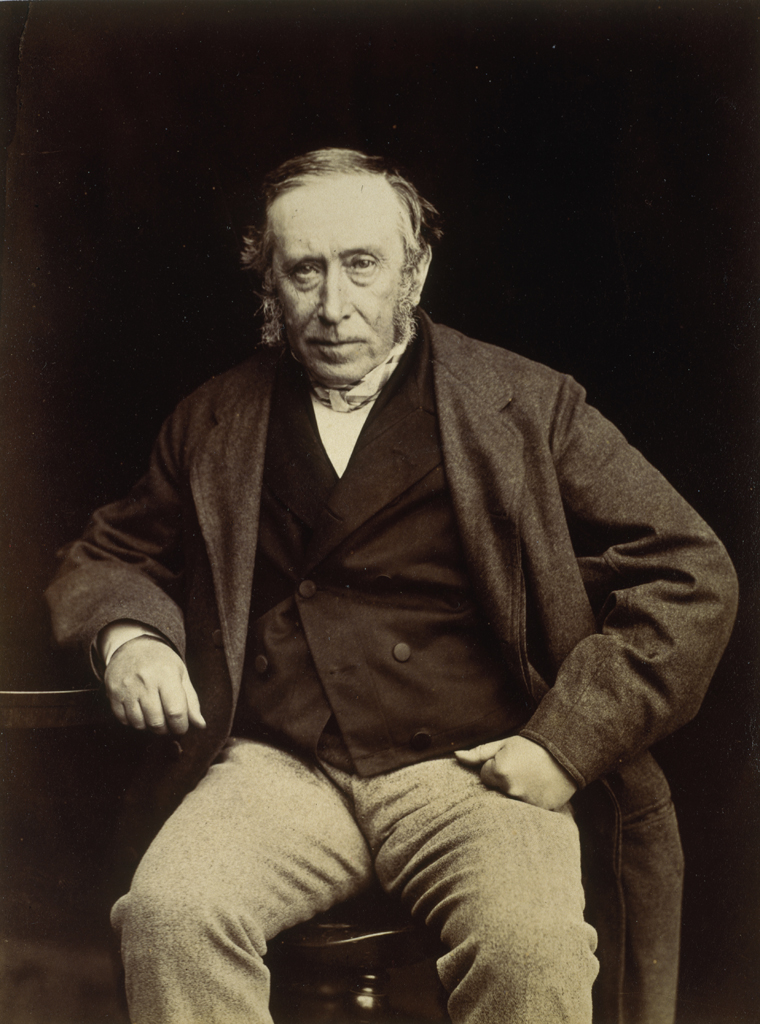
James Syme um 1855

## Leben
Syme war der Sohn eines Gutsbesitzers in Fifeshire. Er studierte ab 1814 an der University of Edinburgh, zunächst Botanik und andere Fächer. Ab 1817 wandte er sich der Medizin zu und wurde Schüler des Chirurgen John Barclay (1758–1826) an einer außeruniversitären (extramural) Chirurgenschule. Er befasste sich aber auch weiterhin intensiv mit Chemie, entdeckte im Teerdestillat ein Lösungsmittel für Kautschuk und erfand damit eine wasserfeste Textilfarbe, die in Gummi lösbar war. Der schottische Chemiker Charles Macintosh hörte in Glasgow davon, entwickelte dieses wasserdichte Material weiter und ließ es patentieren, woraus der Mackintosh-Regenmantel entstand.
Syme machte nie einen formalen medizinischen Abschluss. 1818/19 wurde er Assistent und Demonstrator (Prosektor) für Anatomie bei Robert Liston (seinem Cousin) in dessen privater Schule, der ihm 1823 den Anatomie Unterricht ganz überließ. Da Liston aber weiter finanziell beteiligt war, kam es zu Konflikten, die ab 1823 zu einer Gegnerschaft mit seinem einstigen Lehrer führten. Gleichzeitig war er Chirurg an verschiedenen Krankenhäusern in Edinburgh. 1820 wurde er Chefarzt (Medical Surveyor) im Fieber-Hospital in Edinburgh, wo er selbst an Typhus erkrankte, 1822 wurde er Chirurg (House Surgeon) an der Royal Infirmary und 1822 wurde er Mitglied und 1823 Fellow des Royal College of Surgeons of Edinburgh. 1825 gründete er eine eigene Schule für Medizin (Brown Square School of Medicine), bekam aber Streit mit seinen Partnern, da er sich auf die Chirurgie konzentrieren wollte. Das tat er sehr erfolgreich in einem eigenen privaten Lehrkrankenhaus Minto House von 1829 bis 1833. Im Jahr 1833 wurde er als Nachfolger von James Russell (1755–1836) Regius Professor für Klinische Chirurgie an der Universität Edinburgh. Dort operierte er im Vorlesungssaal vor den Studenten und stellte gleich zu Beginn sicher, dass er eigene Patienten aufnehmen konnte. Er bestand auch darauf, dass alle Medizinstudenten Vorlesungen in Chirurgie besuchten. Nachdem Liston 1835 nach London gegangen war, war Syme der führende Chirurg in Schottland und er trat auch dessen Nachfolge als Chirurg bei der Royal Infirmary an. Er blieb auf seiner Professur in Edinburgh bis auf einen kurzen Aufenthalt in London von Februar bis Juli 1848 als Nachfolger von Liston am University College. Er geriet dort ebenfalls in Streit mit Kollegen und kehrte nach Edinburgh auf seinen alten Lehrstuhl zurück. 1869 hatte er einen Anfall, der ihn teilweise lähmte und ihn zur Aufgabe seines Lehrstuhls zwang.
1830 wurde er zum Mitglied der Royal Society of Edinburgh gewählt.
Ab 1849 betrieb er eine Reform der Medizinerausbildung in Großbritannien nach dem Vorbild Edinburghs, worin er auch 1858 mit dem Erlass einer offiziellen staatlichen Richtlinie erfolgreich war.
Syme ist für eine Technik der Amputation des Fußes bekannt, die nach ihm benannt wurde und die er 1823 zuerst ausführte. Syme war auch für weitere wagemutige Operationen im frühen 19. Jahrhundert bekannt. Er bemühte sich aber so wenig Gewebe wie möglich zu entfernen und versuchte sich auch rekonstruktiv in früher plastischer Chirurgie. Er gehörte unter den damals führenden Chirurgen (mit Nikolai Iwanowitsch Pirogow) in den 1840er Jahren zu den frühen Befürwortern der Verwendung von Äther zur Anästhesie. Er übernahm auch früh die antiseptischen Methoden seines Schwiegersohns Joseph Lister.
Seine Tochter Agnes Syme heiratete 1855 Joseph Lister, der ab 1853 sein Assistent (House Surgeon) war und eine der wenigen Personen, mit denen er nie Streit anfing.

## Schriften (Auswahl)
- Case of osteo-sarcoma of the lower jaw, 1828
- A Treatise on the Excision of Diseased Joints, 1831
- Principles of Surgery, 1831
- Diseases of the Rectum, 1838
- On the use of ether in the performance of surgical operations, 1847/1848
- Stricture of the Urethra and Fistula in Perineo, 1849
- Excision of the Scapula, 1864
- Contributions to the Pathology and Practice of Surgery, 1848 (Aufsatzsammlung)
- Observations in Clinical Surgery, 1861.
- Case of iliac aneurism, 1862